# Ilovci
Ilovci so naselje v Občini Ljutomer.